# Colegiul Național Nicolae Grigorescu
Colegiul Național Nicolae Grigorescu este o instituție de învățământ (colegiu) din municipiul Câmpina, Județul Prahova, România.

## Istoric
Colegiul Național Nicolae Grigorescu a fost înființat în anul 1919 ca liceu mixt. În anul 1921 se va împărți în Liceul de fete (Liceul de fete Iulia Hașdeu) și Liceul de băieți (denumit ulterior Liceul Dimitrie Barbu Știrbey), pentru ca în 1948 cele două licee să se reunească redevenind liceu mixt. Măsurile din perioada comunistă au influențat adânc dezvoltarea ulterioară, din 1957 purtând numele pictorului Nicolae Grigorescu. Această schimbare a durat până în 1972 când a devenit Liceul de Matematică-Fizică Nicolae Grigorescu, titulatură schimbată la rându-i în Liceul Industrial numărul 5 (din 1982). După 1989, Liceul a redevenit teoretic, pentru ca în 1999 să devină Colegiu național.

## Sărbători ale liceului
Colegiul Național „Nicolae Grigorescu” este o instituție vie. El are un început, un punct de plecare și un nume patronimic. Aniversarea colegiului și aniversarea patronului sunt sărbători tradiționale, acte de cultură cu multiple valențe educative.
Numele patronimic al liceului a fost atribuit pe 13 mai 1957: astfel, la 15 mai- ziua nașterii pictorului Nicolae Grigorescu- a fost instituită ziua liceului. Numele pictorului, atribuit liceului, a impulsionat activitatea cadrelor didactice și a elevilor, a creat sentimentul de mândrie, de apartenență la o unitate școlară care poartă un nume ilustru.
„Ziua colegiului” este sărbătorită prin organizarea unor festivaluri artistice la Casa de Cultură sau la Casa Tineretului din Câmpina.Începând cu anul 1998 ziua de 15 mai s-a sărbătorit și prin organizarea unor întâlniri a cadrelor didactice active cu profesorii pensionari.
A doua sărbătoare, „Aniversarea Liceului”, s-a înscris în tradiția școlii datorită practicii. Prima aniversare a Liceului a avut loc la data de 10 decembrie 1959. Atunci s-au sărbătorit încheierea lucrărilor de reconstrucție a clădirii școlii și 40 de existență a liceului.
Un alt motiv de sărbătoare îl constituie balul bobocilor sărbătorit în fiecare an pentru elevii nou-veniți sub acoperișul colegiului.